# Dóra Zeller
Dóra Zeller (Esztergom, 6 januari 1995) is een Hongaars voetbalspeelster.

In 2014 kwam ze voor enkele oefentrainingen naar Duitsland, en kwam ze uiteindelijk naar TSG 1899 Offenheim in de Bundesliga te gaan spelen.
In 2019 tekent ze bij Bayern Leverkusen een contract voor een jaar.

## Statistieken
| Seizoen | Club                | Land      | Competitie | Wedstrijden | Doelpunten |
| ------- | ------------------- | --------- | ---------- | ----------- | ---------- |
| 2014/15 | TSG 1899 Hoffenheim | Duitsland | FRB        | 17          | 2          |
| 2015/16 | TSG 1899 Hoffenheim | Duitsland | FRB        | 13          | 3          |
| 2015/16 | TSG 1899 Hoffenheim | Duitsland | FRB2       | 2           | 1          |
| 2016/17 | TSG 1899 Hoffenheim | Duitsland | FRB        | 16          | 4          |
| 2016/17 | TSG 1899 Hoffenheim | Duitsland | FRB2       | 1           | 1          |
| 2017/18 | TSG 1899 Hoffenheim | Duitsland | FRB        | 0           | 0          |
| 2018/19 | TSG 1899 Hoffenheim | Duitsland | FRB        | 7           | 0          |
| 2018/19 | TSG 1899 Hoffenheim | Duitsland | FRB2       | 3           | 3          |
| 2019/20 | Bayer 04 Leverkusen | Duitsland | FRB        | 19          | 4          |
| 2020/21 | Bayer 04 Leverkusen | Duitsland | FRB        | 12          | 3          |
| Totaal  | Totaal              | Totaal    | Totaal     | 90          | 21         |

Laatste update: januari 2021

## Interlands
Zeller speelde voor Hongarije O17 en O19. Sinds 2013 speelt ze voor het Hongaars vrouwenvoetbalelftal.

## Privé
Zeller studeerde Economie in Heidelberg.